# Kenzo Richards
Kenzo Richards (Den Haag, 8 maart 1976), bijgenaamd "The Dutch Fighting Machine" en "The Sensei of Chops", is een Nederlands professioneel worstelaar die werkzaam is bij de Nederlandse worstelorganisatie Dutch Pro Wrestling.

## Carrière
In 2002 begon hij met worstelen bij Dutch Wrestling Federation (DWF) en later voor Dutch Championship Wrestling (DCW). In 2006 veroverde hij het DCW Heavyweight Championship nadat hij Santos versloeg.
Sinds 2008 worstelt hij in de ring van Dutch Pro Wrestling en won hij het DPW Heavyweight Championship in 2009. Tevens worstelde hij voor de Franse promotie Wrestling Stars. Richards worstelde in de Verenigde Staten, Nederland, België, Duitsland, Frankrijk, Engeland, Portugal, Italië, Malta en de Verenigde Arabische Emiraten.
Kenzo Richards is vooral bekend om zijn snelle en harde "chops", volgens vele fans en kenners slaat hij het hardste binnen het Europese indy-wrestlingcircuit.
Voordat Richards professioneel worstelaar werd, was hij een voormalig nationaal kampioen judo en lid van het Nederlands nationale jeugdteam.
In januari 2016 won hij de Italiaanse PWE-titel en op 6 maart 2016 de Franse APC internationale titel. Op 12 maart dat jaar won hij in het Belgische Brugge de Europese titel voor de federatie Eurostars.

## Media
In 2019 was Kenzo Richards te zien in de Nederlandse bioscoopdocumentaire Ring of Dreams.

## Prestaties
- Dutch Championship Wrestling
  - DCW Heavyweight Championship (1 keer)
- Dutch Pro Wrestling
  - DPW Heavyweight Championship (1 keer)
- Power Wrestling Entertainment (Italië)
  - PWE World title
- APC Nanterre
  - International APC champion (Frankrijk)
- Eurostars
  - European champion (België)